# Акируно
Акируно (яп. あきる野市 Акируно-си) — город в Японии, находящийся в префектуре Токио. Площадь города составляет 73,34 км², население — 79 366 человек (1 октября 2020), плотность населения — 1082,17 чел./км².

## Географическое положение
Город расположен на острове Хонсю в префектуре Токио региона Канто. С ним граничат города Фусса, Хамура, Оме, Хатиодзи, посёлки Хиноде, Окутама и село Хинохара.

## Население
Население города составляет 79 366 человек (1 октября 2020), а плотность — 1082,17 чел./км². Изменение численности населения с 1980 по 2005 годы:
| 1980 | 62 810 чел. |  |
| 1985 | 66 529 чел. |  |
| 1990 | 71 940 чел. |  |
| 1995 | 75 355 чел. |  |
| 2000 | 78 351 чел. |  |
| 2005 | 79 587 чел. |  |

## Символика
Деревом города считается османтус, цветком — хризантема, птицей — трясогузка.